# 郑英
郑英（1933年—2018年5月21日），男，藏族，藏名索朗罗布，四川白玉人，中华人民共和国政治人物，曾任西藏自治区人大常委会副主任，第五届全国人大代表。